# 27 août
Pour les articles homonymes, voir Vingt-Sept-Août.
27 juillet 27 septembre
Chronologies thématiques
- Croisades
- Ferroviaires
- Sports
- Disney
- Anarchisme
- Catholicisme

Abréviations / Voir aussi
- (° 1852) = né en 1852
- († 1885) = mort en 1885
- a.s. = calendrier julien
- n.s. = calendrier grégorien
- Calendrier
- Calendrier perpétuel
- Liste de calendriers
- Naissances du jour

Le 27 août ou 27 aout est le 239e jour de l’année du calendrier grégorien, 240e lorsqu'elle est bissextile, il en reste ensuite 126 avant la fin de l'année.
C’était généralement le 10 fructidor du calendrier républicain français, officiellement dénommé jour de l’échelle.

## Événements

### Vesiècleav. J.-C.
- 479 av. J.-C. : bataille de Platées durant les guerres médiques, que les cités coalisées grecques Athènes, Sparte, Corinthe et Mégare remportent sur les troupes perses de Xerxès (Ier).

### Vesiècle
- 410 : fin (ou lendemain de la fin) du sac de Rome commencé le 24 par les Wisigoths.

### XIIesiècle
- 1172 : couronnement de Henri le Jeune et Marguerite de France, à la cathédrale de Westminster (Londres, Angleterre).

### XIVesiècle
- 1301 : Venceslas de Bohême est couronné roi de Hongrie.

### XVIesiècle
- 1557 : chute de la ville de Saint-Quentin, à la suite de la bataille du même nom.
- 1593 : en France, Pierre Barrière est arrêté, à la suite d'une tentative d'assassinat du roi Henri IV.

### XVIIesiècle
- 1664 : Colbert fonde la Compagnie française des Indes orientales.

### XVIIIesiècle
- 1776 : bataille de Long Island (guerre d’indépendance des États-Unis). Défaite des insurgés américains, et perte de la ville de New York au profit des Britanniques.
- 1794 : Valenciennes est reprise par les jeunes troupes républicaines françaises.
- 1798 : les forces franco-irlandaises mettent les Britanniques en déroute, à la bataille de Castlebar.

### XIXesiècle
- 1810 : victoire française à la bataille de Grand Port, pendant la Cinquième Coalition.
- 1813 : fin de la bataille de Dresde, pendant la campagne d’Allemagne de 1813. Victoire de la Grande Armée napoléonienne, sur les forces coalisées de Schwarzenberg.
- 1816 : bombardement d’Alger par une flotte anglo-néerlandaise, qui exigence la libération sans rançon des esclaves chrétiens, la restitution des rançons payées par les États de Savoie et le royaume de Naples pour le rachat de leurs sujets, l'abolition de l'esclavage et la paix avec les Pays-Bas.
- 1828 : par le traité de Montevideo, l'empire du Brésil et les Provinces-Unies du Río de la Plata reconnaissent l'indépendance de l'Uruguay.
- 1832 : reddition du chef amérindien Black Hawk, qui met fin à la guerre de Black Hawk.
- 1859 : Edwin Drake fore le premier puits de pétrole, à Titusville.
- 1883 : éruption du Krakatoa, en Indonésie. 36 417 morts.
- 1896 : bombardement de Zanzibar. Considéré comme la « guerre la plus courte », il entraîne la soumission de Zanzibar aux décisions de la Couronne britannique.

### XXesiècle
- 1916 : la Roumanie entre en guerre (Première Guerre mondiale).
- 1918 : signature du traité de Berlin. Le Reich et la Russie bolchévique renouent des relations commerciales.
- 1928 : signature du pacte Briand-Kellogg. Les soixante-trois pays signataires s’engagent à ne plus avoir recours à la guerre pour régler leurs différends.
- 1936 : Enlèvement, suivi du viol et de l'assassinat des jeunes républicaines du groupe des Niñas del Aguaucho par les nationalistes en Andalousie (guerre d'Espagne).
- 1947 : résolution no 33 du Conseil de sécurité des Nations unies (questions de procédure).
- 1977 : révolte des femmes du marché guinéen s'opposant à la réglementation des prix imposée par  Ahmed Sékou Touré.
- 1979 : Thomas McMahon, de l'I.R.A. provisoire, tue Louis Mountbatten à l'explosif, dans la baie de Donegal.
- 1991 : déclaration d’indépendance de la Moldavie.

### XXIesiècle
- 2006 : accident du vol 5191 Comair.
- 2016 : élection présidentielle au Gabon.

## Arts, culture et religion
- 1992 : sortie de Super Mario Kart au Japon.

## Sciences et techniques
- 1924 : premier vol de l'USS Los Angeles (ZR-3).

## Économie et société
- 2005 :
  - inauguration du Turning Torso à Malmö en Suède ;
  - inauguration du métro de Kazan en Russie.
- 2017 : aux États-Unis, au Texas et en Louisiane, lors de son passage, l'ouragan Harvey provoque la mort d'au moins 42 personnes, d'importantes inondations à Houston, et perturbe le fonctionnement d'une usine de produits chimiques.

## Naissances

### XVIIIesiècle
- 1756 : Louise-Félicité de Keralio, femme de lettres française († 31 décembre 1822).
- 1770 : Georg Wilhelm Friedrich Hegel, philosophe allemand († 14 novembre 1831).
- 1790 : Jozef Geirnaert, peintre belge († 20 mars 1859).

### XIXesiècle
- 1858 :
  - Giuseppe Peano, mathématicien italien († 20 avril 1932).
  - Amélie Zurcher, femme d’affaires française († 8 juin 1947).
- 1864 : Hermann Weingärtner, gymnaste allemand, multiple médaillé aux jeux d'Athènes en 1896 († 22 décembre 1919).
- 1865 :
  - James Henry Breasted, égyptologue américain († 2 décembre 1935).
  - Charles Gates Dawes, homme politique américain († 23 avril 1951).
- 1869 : Laura Martínez de Carvajal, première femme médecin et première ophtalmologue cubaine († 24 janvier 1941).
- 1871 : Theodore Dreiser, écrivain américain († 28 décembre 1945).
- 1872 : Giovanni Battista Nasalli Rocca di Corneliano, prélat italien († 13 mars 1952).
- 1877 : Charles Stewart Rolls, pilote de course, aviateur et constructeur automobile britannique, cofondateur de Rolls-Royce († 12 juillet 1910).
- 1879 : Samuel Goldwyn, producteur de film américain († 31 janvier 1974).
- 1880 : Tom Wilson, acteur américain († 19 février 1965).
- 1884 : Vincent Auriol, homme politique français, président de la République française de 1947 à 1954 († 1er janvier 1966).
- 1886 :
  - Rebecca Clarke, compositrice de musique classique et une altiste britannique († 13 octobre 1979).
  - Eric Coates, compositeur britannique († 21 décembre 1957).
- 1890 : Man Ray (Emmanuel Radnitsky dit), photographe et peintre américain († 18 novembre 1976).
- 1894 : André Lurçat, architecte français († 11 juillet 1970).
- 1896 :
  - Kenji Miyazawa, poète et écrivain japonais († 21 septembre 1933).
  - Lev Sergueïevitch Termen, ingénieur russe inventeur du thérémine († 3 novembre 1993).
- 1898 : Gaspard Fauteux, homme politique québécois, lieutenant-gouverneur du Québec de 1950 à 1958 († 29 mars 1963).
- 1899 : Cecil Scott « C.S. » Forester (Cecil Louis Troughton Smith dit), auteur britannique († 2 avril 1966).

### XXesiècle
- 1901 : René Cuzacq, professeur et écrivain français († 25 avril 1977).
- 1902 : Willam Christensen, danseur et chorégraphe américain († 14 octobre 2001).
- 1903 : Léon Malaprade, chimiste français († 25 septembre 1982).
- 1908 : Lyndon Baines Johnson, enseignant et homme politique américain, 36e président des États-Unis, en fonction de 1963 à 1969 († 22 janvier 1973).
- 1909 :
  - Lester Young, musicien américain († 15 mars 1959).
  - Leo Sexton, athlète américain, champion olympique du lancer du poids en 1932 († 6 septembre 1968).
- 1911 : Kay Walsh, actrice et scénariste anglaise († 16 avril 2005).
- 1913 : Martin Kamen, chimiste américain († 31 août 2002).
- 1916 :
  - Martha Raye, actrice américaine († 19 octobre 1994).
  - Halet Çambel, archéologue et escrimeuse turque, première femme musulmane participant à des Jeux olympiques († 12 janvier 2014).
- 1916 : Raymond Couty, mathématicien français († 5 mai 2005).
- 1921 : 
  - Daniel de Montmollin, dit aussi « Frère Daniel », céramiste suisse devenu centenaire.
  - Paul-Marie Rousset, prélat français († 9 janvier 2016).
- 1922 : Frank Kelly Freas, illustrateur de science-fiction américain († 2 janvier 2005).
- 1925 :
  - Andrea Cordero Lanza di Montezemolo, prélat italien († 19 novembre 2017).
  - Darry Cowl, comédien français († 14 février 2006).
- 1927 :
  - Liselott Linsenhoff, cavalière allemande, double championne olympique de dressage († 4 août 1999).
  - Jimmy C. Newman (Jimmy Yves Newman dit the alligator man ou), chanteur et guitariste américain cajun et country († 21 juin 2014).
- 1928 : 
  - Ryūzō Yanagimachi (柳町 隆造), scientifique biologiste et universitaire nippo-américain.
  - Ján Zachara, boxeur slovaque champion olympique en 1952.
- 1929 : Ira Levin, auteur américain († 12 novembre 2007).
- 1930 : Gholamreza Takhti, lutteur iranien, champion olympique († 7 juin 1968).
- 1932 :
  - Antonia Fraser, écrivain britannique, veuve d'Harold Pinter.
  - Garéguine Ier Sarkissian, primat de l’Église apostolique arménienne († 29 juin 1999).
- 1933 : Nancy Friday, écrivaine américaine († 5 novembre 2017).
- 1935 : Frank Yablans, producteur de film américain († 27 novembre 2014).
- 1936 : Philippe Labro, écrivain, journaliste et réalisateur français.
- 1937 :
  - Alice Coltrane, musicienne américaine, veuve de John Coltrane († 12 janvier 2007).
  - Tommy Sands chanteur et acteur américain.
- 1938 : Marcel Leroux, climatologue français († 12 août 2008).
- 1939 : Edward Patten (en), musicien américain du groupe Gladys Knight & the Pips († 25 février 2005).
- 1941 :
  - Cesária Évora, chanteuse capverdienne († 17 décembre 2011).
  - Iouri Malychev (Юрий Васильевич Малышев), cosmonaute soviétique († 8 novembre 1999).
- 1942 :
  - Daryl Dragon (en), musicien américain du duo Captain & Tennille († 2 janvier 2019).
  - Brian Peckford, homme politique canadien, Premier ministre de Terre-Neuve-et-Labrador, de 1979 à 1989.
- 1943 :
  - Marcel Neven, homme politique belge.
  - Tuesday Weld, actrice américaine.
- 1944 :
  - George William « G. W. » Bailey, acteur américain.
  - Tim Bogert, bassiste américain du groupe Vanilla Fudge († 13 janvier 2021).
- 1945 : Marianne Sägebrecht, actrice allemande.
- 1946 : Marc Stenger, prélat français.
- 1947 : Barbara Bach, actrice américaine.
- 1951 :
  - Buddy Bell, joueur de baseball américain.
  - Luc Jalabert, rejoneador français († 27 mars 2018).
- 1952 : Paul Reubens, acteur américain.
- 1953 : Peter Stormare, acteur et musicien suédois.
- 1956 : Glen Matlock, musicien britannique, bassiste du groupe Sex Pistols.
- 1958 :
  - Normand Brathwaite, humoriste, animateur de radio et de télévision, chanteur, acteur et musicien québécois.
  - Sergueï Krikaliov (Сергей Константинович Крикалёв), cosmonaute russe.
  - Tom Lanoye, écrivain belge.
- 1959 : Gerhard Berger, pilote automobile autrichien.
- 1960 : Mike Golding, skipper britannique.
- 1961 : Tom Ford (Thomas Carlyle Ford dit), styliste et réalisateur de cinéma.
- 1962 :
  - Gustave Kervern, humoriste grolandais, acteur, scénariste et réalisateur français.
  - Adam Oates, joueur et entraîneur canadien de hockey sur glace.
  - Sophie Rohfritsch, femme politique française.
- 1964 : Frank Tate, boxeur américain, champion olympique.
- 1968 : Alison Suttie, femme politique britannique.
- 1970 : 
  - Marmont Banza, homme politique de la République démocratique du Congo.
  - Jim Thome, joueur de baseball américain.
- 1971 : Ivan Ivanov, haltérophile bulgare, champion olympique.
- 1972 :
  - « The Great Khali » (Dalip Singh Rana / दलीप सिंह राणा dit), lutteur indo-américain.
  - Denise Lewis, athlète britannique, championne olympique de l'heptathlon.
- 1973 : 
  - Dietmar Hamann, footballeur international allemand.
  - Giuliano da Empoli, écrivain et conseiller politique italo-suisse.
- 1974 :
  - Aaron Downey, hockeyeur professionnel canadien.
  - José Vidro, joueur de baseball portoricain.
- 1975 : Kareem Reid, basketteur américain.
- 1976 :
  - Sarah Chalke, actrice canadienne.
  - Carlos Moyà, joueur de tennis espagnol.
  - Mark Webber, pilote automobile australien.
- 1977 : Deco (Anderson Luís de Souza dit), footballeur portugais.
- 1978 : Ma$e (Mason Durrell Betha dit), rappeur américain.
- 1979 :
  - « El Capea » (Pedro Gutiérrez Lorenzo dit), matador espagnol.
  - Sarah Neufeld, musicienne canadienne du groupe Arcade Fire.
  - Aaron Paul, acteur américain.
- 1981 : Sherrer Maxwell, footballeur brésilien.
- 1983 : Matthieu de Boisset, patineur de vitesse sur piste courte français.
- 1984 : Amanda Fuller : actrice américaine.
- 1985 :
  - Kayla Ewell, actrice américaine.
- 1986 : Sebastian Kurz, homme d'État autrichien, deux fois chancelier fédéral, dont depuis 2020.
- 1988 : Alexa Vega, actrice américaine.
- 1990 :
  - Luuk de Jong, footballeur néerlandais.
  - Loïc Pietri, judoka français.
- 1992 :
  - Blake Jenner, acteur et chanteur américain.
  - Kim Petras, chanteuse allemande.
- 1994 : Breanna Stewart, basketteuse américaine.
- 1995 :
  - Elizaveta Nazarenkova, gymnaste rythmique russe et ouzbèke.
  - Sergey Sirotkin, pilote de Formule 1 russe.

## Décès

### VIesiècle
- 543 : Césaire d’Arles, saint de l’Église catholique (ou décédé la veille 26 bien que fêté aussi ce 27 avec un dicton en son nom).

### XIIIesiècle
- 1277 : Marguerite de Bourgogne, vicomtesse de Limoges[2].

### XIVesiècle
- 1312 : Arthur II, duc de Bretagne (° 25 juillet 1261).
- 1372 : Philippe de Cabassolle, prélat français (° 1305).

### XVIesiècle
- 1521 : Josquin Desprez, compositeur français (° 1450).
- 1576 : (le) Titien (Tiziano Vecellio dit), peintre vénitien (° 1488).
- 1590 : Sixte V (Felice Peretti dit), 227e pape, en fonction de 1585 à 1590 (° 13 décembre 1520).

### XVIIesiècle
- 1627 : Francesco Maria del Monte, prélat italien (° 5 juillet 1549).
- 1635 : Lope de Vega, dramaturge et poète espagnol (° 25 novembre 1562).

### XVIIIesiècle
- 1723 : Antoine van Leeuwenhoek, microbiologiste hollandais (° 24 octobre 1632).
- 1791 : Étienne Montgolfier, prélat français (° 24 décembre 1712).

### XIXesiècle
- 1879 : Rowland Hill, homme politique britannique, à l'origine de l'histoire postale (° 3 décembre 1795).
- 1886 : Antoine Auguste Barthélémy, homme politique français (° 18 avril 1802).

### XXesiècle
- 1917 : Ion Grămadă, écrivain, historien et journaliste roumain (° 3 janvier 1886).
- 1935 : Tom Murray, acteur américain, le "méchant" Black Larsen de "La Ruée vers l'or" de Chaplin (° 8 septembre 1874).
- 1940 : Israël Leizer Karp, premier fusillé au camp de Souge (° 20 janvier 1886).
- 1943 : Otto Selz, psychologue allemand (° 14 février 1881).
- 1958 : Georges Lecomte, romancier et auteur dramatique français, secrétaire perpétuel de l’Académie française (° 9 juillet 1867).
- 1964 : Gracie Allen, actrice américaine, épouse de George Burns (° 26 juillet 1895).
- 1965 : Le Corbusier (Charles-Édouard Jeanneret-Gris dit), architecte français (° 6 octobre 1887).
- 1967 : Brian Epstein, agent artistique britannique, gérant des Beatles (° 19 septembre 1934).
- 1968 : Marina de Grèce, duchesse de Kent, belle-fille de George V et tante de la reine Élisabeth II (° 13 décembre 1906).
- 1969 :
  - Erika Mann, comédienne allemande, fille de Thomas Mann (° 9 novembre 1905).
  - Ivy Compton-Burnett, romancière britannique (° 5 juin 1884).
- 1971 : Margaret Bourke-White, photographe américaine (° 14 juin 1904).
- 1972 : Angelo Dell’Acqua, prélat italien (° 9 décembre 1903).
- 1975 : Haïlé Sélassié Ier (ቀዳማዊ ኃይለ ሥላሴ), empereur d’Éthiopie de 1930 à 1974 (° 23 juillet 1892).
- 1976 : Georges Marrane, homme politique français (° 20 janvier 1888).
- 1979 :
  - Paul Coste-Floret, homme politique français membre du Conseil constitutionnel de 1971 à sa mort (° 9 avril 1911).
  - Louis Mountbatten, vice-roi des Indes, oncle du prince Philip (° 25 juin 1900).
- 1981 : Valeri Kharlamov (Валерий Борисович Харламов), hockeyeur soviétique (° 14 janvier 1948).
- 1990 : Stevie Ray Vaughan (Stephen Ray Vaughan dit), musicien américain (° 3 octobre 1954).
- 1991 : Vince Taylor (Brian Maurice Holden dit), chanteur de rock britannique (° 14 juillet 1939).
- 1996 : Francis Gregory Alan « Greg » Morris, acteur américain (° 27 septembre 1933).
- 1999 :
  - Helder Camara, prélat brésilien, archevêque d’Olinda et de Recife de 1964 à 1985 (° 7 février 1909).
  - Margaret Ahern, dessinatrice et scénariste américaine de bande dessinée (° 16 février 1921).

### XXIesiècle
- 2003 : Pierre Poujade, homme politique français (° 1er décembre 1920).
- 2004 : Gottlieb Göller, footballeur et entraîneur allemand (° 31 mai 1935).
- 2005 : Antoine Gissinger, homme politique français (° 4 juin 1914).
- 2006 :
  - María Capovilla, un temps doyenne (équatorienne) de l'humanité (° 14 septembre 1889).
  - Paul Gutty, cycliste sur route français (° 4 novembre 1942).
  - Hrishikesh Mukherjee, réalisateur de cinéma indien (° 30 septembre 1922).
- 2007 :
  - Idriss ibn al-Hassan al-Alami, (إدريس بن الحسن العلمي), poète et écrivain marocain (° 1925).
  - Driss Basri (إدريس البصري), homme politique marocain, ministre de l’Intérieur de 1979 à 1999 (° 8 novembre 1938).
  - Emma Penella, actrice espagnole (° 2 mars 1930).
  - Jean Sunny, cascadeur français (° 1930).
  - Galina Djougachvili, linguiste russe et petite-fille de Joseph Staline (° 19 février 1938).
  - Gad Yaacobi, diplomate et homme politique israélien (° 18 janvier 1935).
  - Smaïn Lamari, militaire algérien (° 1941).
- 2008 :
  - Abie Nathan, militant pacifiste israélien (° 29 avril 1927).
  - Jean-Marc Renard, boxeur belge (° 19 avril 1956).
- 2009 :
  - Shota Chochishvili, judoka soviétique puis géorgien (° 10 juillet 1950).
  - Dave Laut, athlète de lancer de poids américaine (° 21 décembre 1956).
  - Sergueï Mikhalkov, poète et écrivain soviétique puis russe (° 13 mars 1913).
- 2015 :
  - Pascal Chaumeil, réalisateur, scénariste et dialoguiste français (° 9 février 1961).
  - Darryl Dawkins, joueur et entraîneur américain de basket-ball (° 11 janvier 1957).
  - Joan Garriga, pilote de moto espagnol (° 29 mars 1963).
  - Willy Stähle, skieuse nautique néerlandaise (° 16 juin 1954).
  - Józef Wesołowski, prélat catholique polonais (° 15 juillet 1948).
- 2019 : Conchita Ramos, résistante républicaine espagnole, grande personnalité toulousaine (° 6 août 1925).
- 2021 :
  - Fawad Andarabi (vo), musicien afghan tué par des talibans son instrument en main.
  - Jean-Pierre Bastiani, Edmond Fischer, Beniamino Giribaldi, Siegfried Matthus, Peter McNamee,
  - Gabrielle Venora Petito dite Gabby Petito, victime dans le cadre d'une affaire criminelle (° 19 mars 1999).
  - Ákis Tsochatzópoulos (Apóstolos-Athanásios « Ákis » Tsochatzópoulos ou Απόστολος-Αθανάσιος «Άκης» Τσοχατζόπουλος en grec contemporain), homme politique grec (° 31 juillet 1939).
- 2022 : George Al Rassy, Tadeusz Ferenc, Vicenç Pagès i Jordà, Manolo Sanlúcar, Milutin Šoškić.

## Célébrations

### Internationale

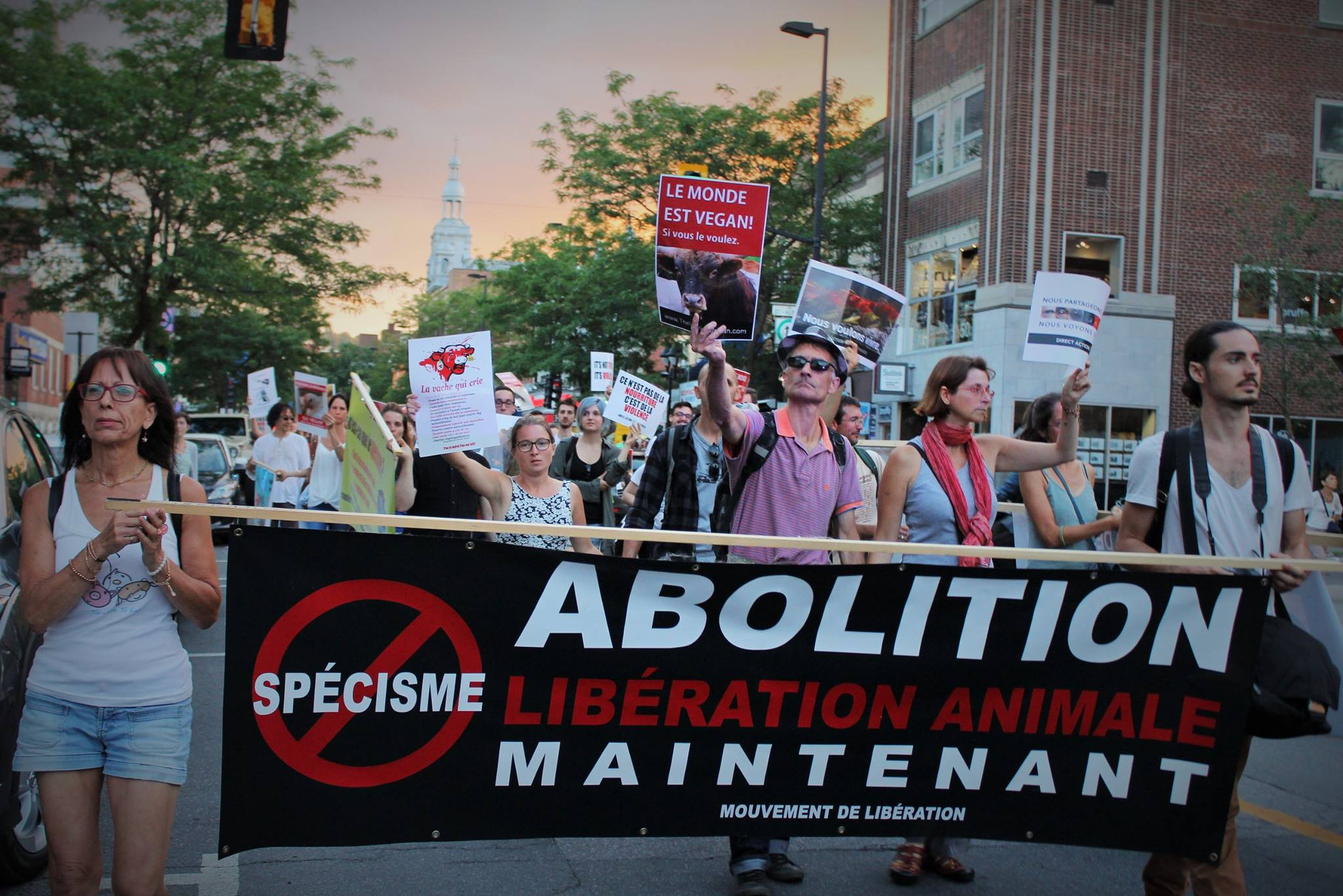
Tête de cortège d'un défilé pour la fin du spécisme lors d'une journée mondiale y consacrée à Montréal en 2015.

- Journée mondiale pour la fin du spécisme.

### Nationales
- Danemark : jour de fête nationale du lion du royaume autoproclamé d'Elleore.
- Moldavie extérieure (dont Transnistrie ?) : fête nationale de cette ex-République soviétique coupée par Staline de la Roumanie (dont la Moldavie intérieure au nord-est), aujourd'hui quant à elle dans l'Union européenne.

### Saints des Églises chrétiennes

#### Saints catholiques et orthodoxes du jour
- Gebhard de Constance († 995), évêque.
- Jean de Pavie († 813), évêque.
- Lizier († 548), évêque de Couserans et de Tarbes.
- Malrube († v. 1040), Ermite écossais
- Marcellin († v. 303), Martyr avec son épouse, son fils
- Monique († 387), mère de saint Augustin d'Hippone, vénéré quant à lui les lendemains 28 août.
- Narno († vers 345), premier évêque de Bergame.
- Osius de Cordoue (IVe siècle), évêque.
- Pimène de Scété († vers 450), ascète.
- Vidian (IXe siècle), Martyr.

#### Saints et bienheureux catholiques du jour
- Amédée de Lausanne (†  1158), Évêque de Lausanne.
- Ange Conti († 1312), Bienheureux ermite de Saint-Augustin.
- Antoine de Saint-François (†  v. 1620), bienheureux franciscain martyr au Japon.
- Barthélémy Laurel (†  v. 1620), bienheureux franciscain martyr au Japon.
- Buenaventura Gabika-Etxebarria Gerrikabeitia (†  1936), bienheureux prêtre espagnol martyr de la guerre civile.
- David Henri Lewis (†  1679), Jésuite anglais et martyr.
- Dominique Barberi (†  1848), bienheureux prêtre passioniste italien.
- Esteban Barrenechea Arriaga (†  1936), bienheureux prêtre espagnol martyr de la guerre civile.
- Ferdinand Gonzalez Añon (†  1936), bienheureux prêtre espagnol martyr de la guerre civile.
- Francisco Euba Gorroño (†  1936), bienheureux prêtre espagnol martyr de la guerre civile.
- François de Sainte-Marie († 1620), bienheureux prêtre franciscain martyr à Nagasaki.
- Gilbert Nicolas (Gabriel-Maria en religion) (+ v. 1532) bienheureux Franciscain, cofondateur de l'Annonciade.
- Guérin (° vers 1065 - † 1150), moine cistercien, évêque de Sion.
- Hermenegildo Iza y Aregita (†  1936), bienheureux prêtre espagnol martyr de la guerre civile.
- Jean-Baptiste Souzy († 1794), bienheureux prêtre français martyr de la Révolution.
- Juan Antonio Salútregui Iribarren (†  1936), bienheureux prêtre espagnol martyr de la guerre civile.
- Luigi della Consolata († 1977), bienheureux religieux italien.
- Maria-Pilar Izquiardo Albero († 1945), bienheureuse laïque, Fondatrice de l'OEuvre missionnaire de Jésus et Marie.
- Plácido Camino Fernández (†  1936), bienheureux prêtre espagnol martyr de la guerre civile.
- Raymond Marti Soriano (†  1936), bienheureux prêtre espagnol martyr de la guerre civile.
- Roger Cadwallador (+ 1610), bienheureux Prêtre et martyr en Angleterre.

#### Saints orthodoxes du jour
- Kouska (XIIe siècle), Moine en Russie.

## Tradition ou superstition

### Astrologie
- Signe du zodiaque : cinquième jour du signe astrologique de la Vierge.

## Toponymie
Les noms de plusieurs voies, places, sites ou édifices de pays ou provinces francophones contiennent cette date sous diverses graphies : voir Vingt-Sept-Août .